# Szczuroskoczek olbrzymi
Szczuroskoczek olbrzymi (Dipodomys ingens) – gatunek ssaka podrodziny szczuroskoczków (Dipodomyinae) w obrębie rodziny karłomyszowatych (Heteromyidae).

## Zasięg występowania
Szczuroskoczek olbrzymi występuje w południowo-zachodnich Stanach Zjednoczonych (wzdłuż południowo-zachodniego krańca San Joaquin Valley, południowo-środkowa Kalifornia).

## Taksonomia
Gatunek po raz pierwszy naukowo opisał w 1904 roku amerykański zoolog Clinton Hart Merriam nadając mu nazwę Perodipus ingens. Holotyp pochodził z Painted Rock, 20 mi (32 km) na południowy wschód od Simmler, w Carrizo Plain, w hrabstwie San Luis Obispo, w Kalifornii, w Stanach Zjednoczonych.
D. ingens należy do grupy gatunkowej heermanni wraz z D. gravipes, D. heermanni, D. panamintinus, D. microps i D. stephensi. Autorzy Illustrated Checklist of the Mammals of the World uznają ten takson za gatunek monotypowy.

### Etymologia
- Dipodomys: gr. δίποδος dipodos „dwunożny”, od δι- di- „podwójnie”, od δις dis „dwa razy”, od δυο duo „dwa”; πους pous, ποδος podos „stopa”; μυς mus, μυός muos „mysz”[7][8].
- ingens: łac. ingens, ingentis „ogromny, wielki, duży”, od in „w górę, na wysokości”; genere oryginalna forma gignere „spłodzić”[8].

## Morfologia
Jest to największy przedstawiciel swojej rodziny – długość ciała (bez ogona) 137–149 mm, długość ogona samic 171–198 mm, długość ucha 13 mm, długość tylnej stopy 48–55 mm; masa ciała samic 101–195 g, samców 93–180 g. Umaszczenie żółtobrązowe, z białym brzuchem i białymi pasami na zadzie. Ogon ciemniejszy, biało paskowany.

## Ekologia

### Tryb życia
Szczuroskoczki olbrzymie żyją w koloniach liczących 5-50 osobników. Prowadzą nocny tryb życia, dzień przesypiają w wykopanych przez siebie norach. Są silnie terytorialne – samce niemali nigdy nie oddalają się od swoich nor, samice raz w roku podróżują w poszukiwaniu partnera. Jak pozostałe szczuroskoczki poruszają się w charakterystyczny sposób – skaczą na silnych tylnych nogach, podobnie do kangurów. Są roślinożercami – żywią się ziarnami i  zielonymi częściami roślin.

### Rozmnażanie
Zwierzęta rozmnażają się późną zimą i wczesną wiosną. Samica po trwającej 28-32 dni ciąży rodzi jedno do sześciu młodych, które następnie karmi mlekiem przez 15-25 dni. Szczuroskoczki osiągają dojrzałość płciową w wieku 60-84 dni. Zwierzęta dożywają 10 lat.

## Zagrożenie
Gatunek został zakwalifikowany jako zagrożony wyginięciem  z powodu skrajnie małego obszaru występowania. Cała populacja żyje na obszarze ok. 17 000 hektarów, co stanowi 2% jego pierwotnego obszaru występowania. Największym zagrożeniem dla nich jest rozrost miast i terenów wiejskich Kalifornii.